# 奥州警察署
奥州警察署（おうしゅうけいさつしょ）は、岩手県奥州市水沢にある岩手県警察が管轄する警察署。

## 管轄区域
管轄区域の面積は1173.06 km2である。
- 奥州市
- 金ケ崎町

## 沿革
- 2018年（平成30年）4月1日 - 水沢警察署と江刺警察署を統合し開署。旧水沢警察署庁舎を本署とし、江刺警察署が統合に伴い奥州警察署江刺幹部交番に組織変更される。

## 組織
署員の定員は135人である。
- 署長（警視）
- 副署長
- 警務課
  - 警務係
  - 警察安全相談係
  - 被害者支援係
  - 留置管理係
- 会計課
  - 会計係
- 生活安全課
  - 生活安全係
- 地域課
  - 地域企画指導係
  - 自動車警ら班
- 刑事課
  - 刑事企画指導係
  - 刑事第一係
  - 刑事第二係
  - 鑑識係
- 交通課
  - 交通企画係
  - 交通捜査係
- 警備課
  - 警備係

## 交番・駐在所
括弧内は読み方及び所在地を表す。

### 奥州市

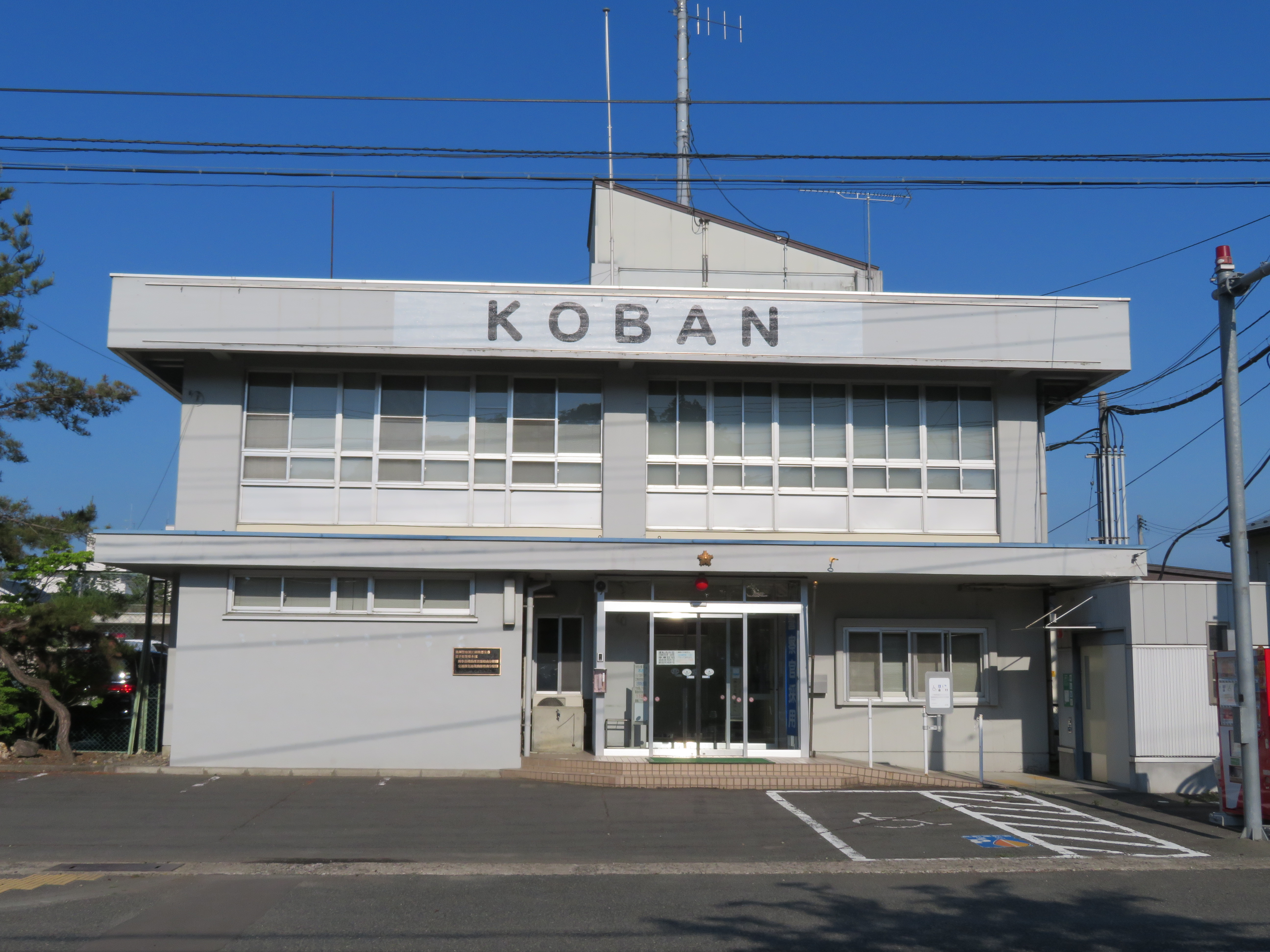
江刺幹部交番
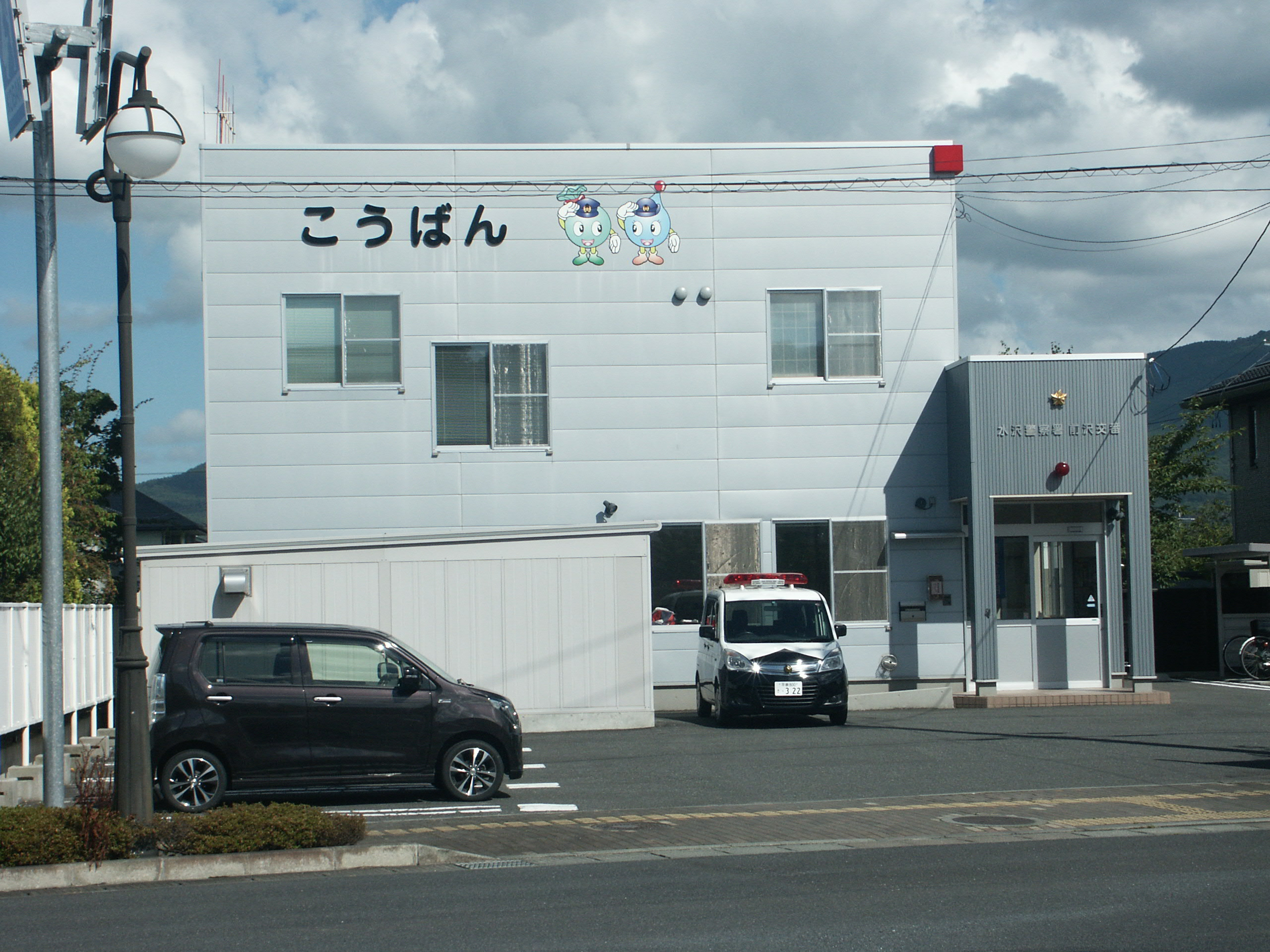
前沢交番

- 常盤（ときわ）交番（奥州市水沢佐倉河字東広町36-5）
- 前沢（まえさわ）交番（奥州市前沢駅東1丁目2-6）
- 水沢駅前（みずさわえきまえ）交番（奥州市水沢中町132-1）
- 江刺（えさし）幹部交番（奥州市江刺大通り8-15）
- 愛宕（おだき）駐在所（奥州市江刺愛宕字境畑10-1）
- 伊手（いで）駐在所（奥州市江刺伊手字町裏188-2）
- 稲瀬（いなせ）駐在所（奥州市江刺稲瀬字下台16-1）
- 小山（おやま）駐在所（奥州市胆沢小山字峠34-5）
- 衣川（ころもがわ）駐在所（奥州市衣川古戸403-2）
- 佐倉河（さくらかわ）駐在所（奥州市水沢佐倉河字北宮田130-1）
- 真城（しんじょう）駐在所（奥州市水沢真城が丘2丁目2-1）
- 生母（せいぼ）駐在所（奥州市前沢生母字竹ノ内23-1）
- 田原（たわら）駐在所（奥州市江刺田原字大日287-1）
- 玉里（たまさと）駐在所（奥州市江刺玉里字大松沢134-3）
- 南都田（なつた）駐在所（奥州市胆沢南都田字上代110）
- 羽田（はだ）駐在所（奥州市水沢羽田町駅前2丁目1）
- 水沢南（みずさわみなみ）駐在所（奥州市水沢中上野町7-15）
- 粱川（やながわ）駐在所（奥州市江刺梁川字舘下70）
- 米里（よねさと）駐在所（奥州市江刺米里字八幡27-2）
- 若柳（わかやなぎ）駐在所（奥州市胆沢若柳字荒谷352-3）

### 金ケ崎町
- 金ケ崎（かねがさき）交番（胆沢郡金ケ崎町西根古寺36-3）
- 永岡（ながおか）駐在所（胆沢郡金ケ崎町永沢関田前29-10）